# Bolesław Miklaszewski

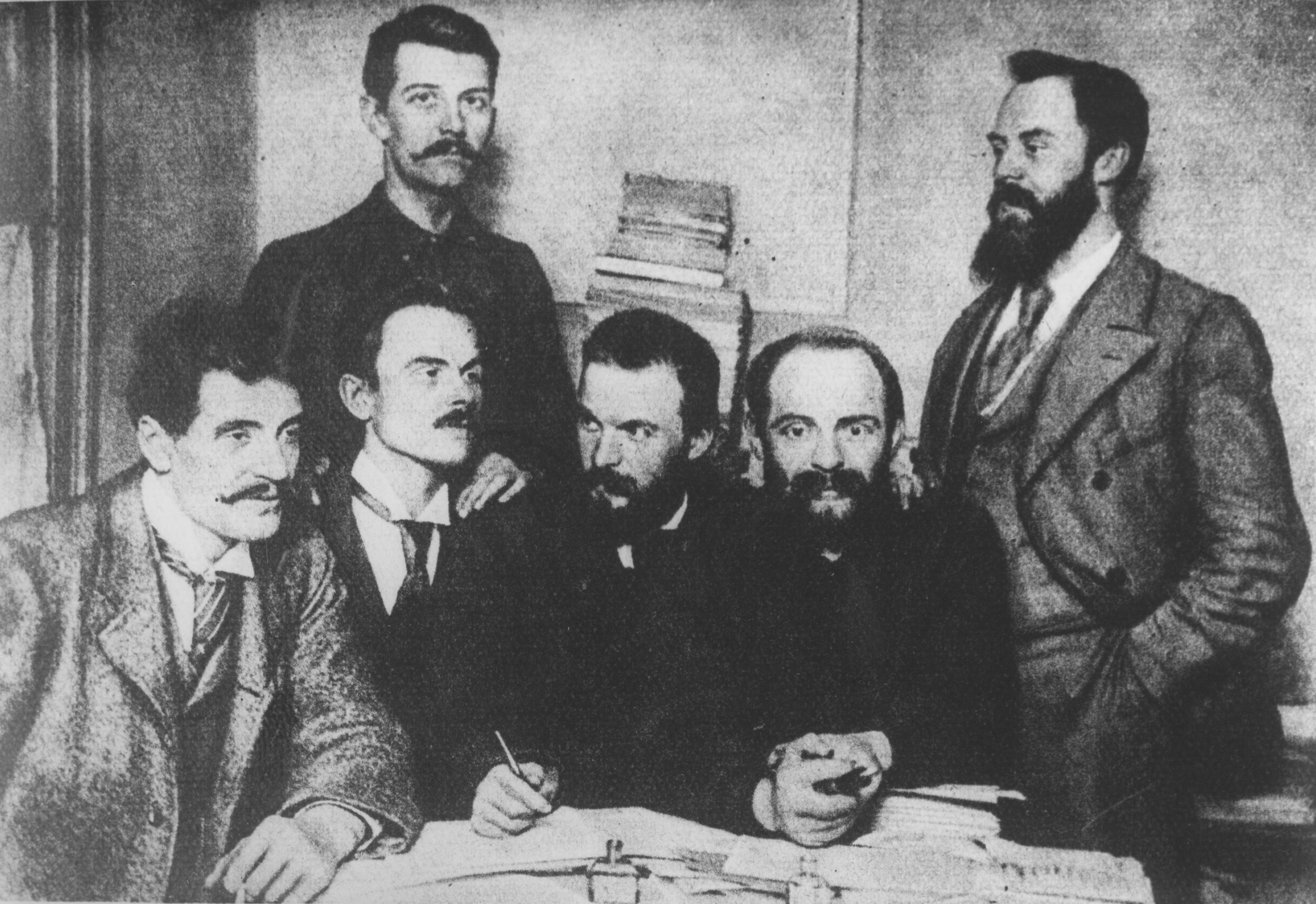
Delegaci PPS na kongres II Międzynarodówki. Londyn 1896. Siedzą od lewej: Ignacy Mościcki, Bolesław Jędrzejowski, Józef Piłsudski, Aleksander Dębski. Stoją: Bolesław Miklaszewski, Witold Jodko-Narkiewicz

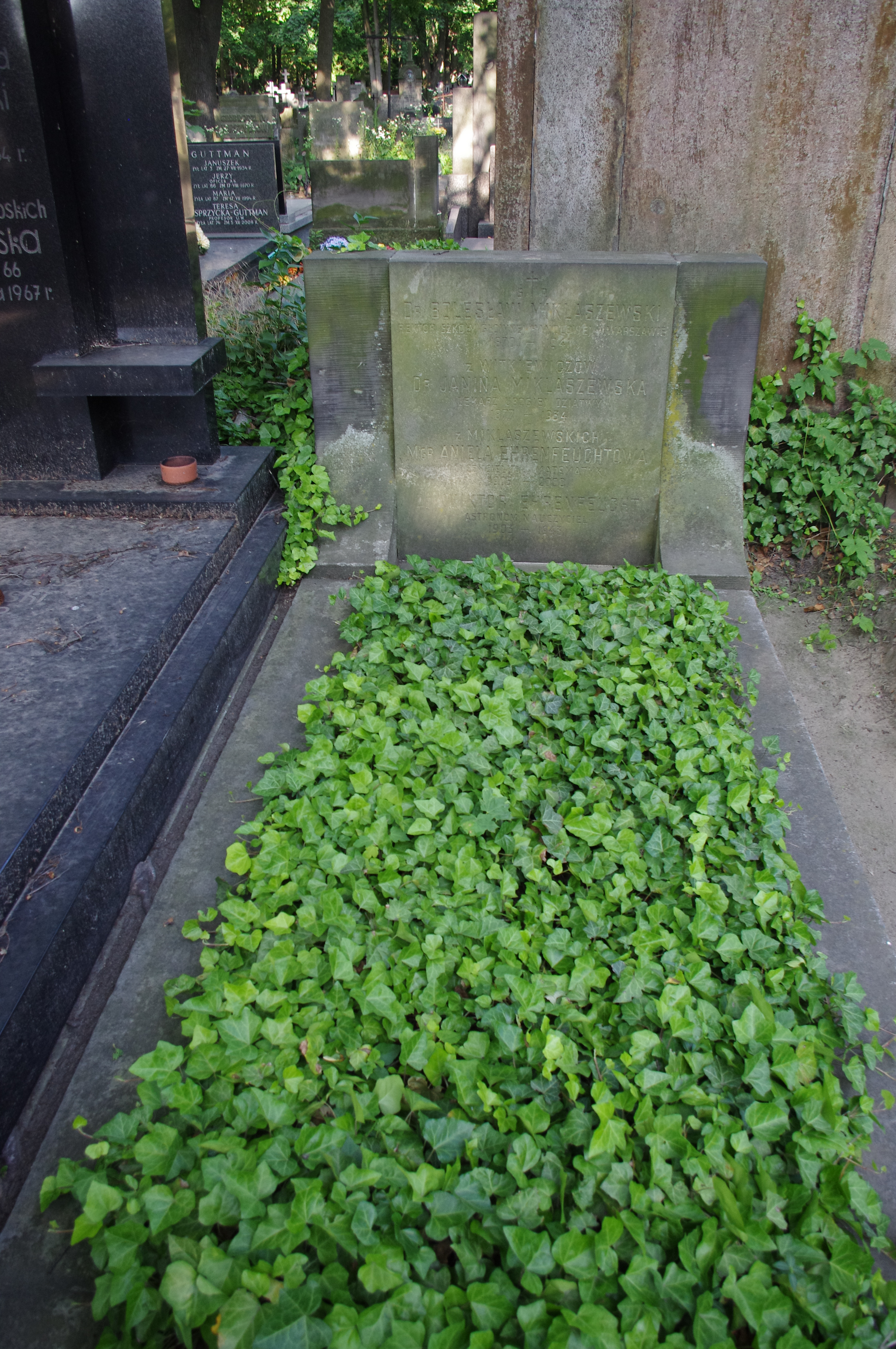
Grób Bolesława Miklaszewskiego na Starych Powązkach w Warszawie przed konserwacją

Bolesław Grzegorz Miklaszewski, ps. „Kazimierz Górski”, „Kazimierz Grzegorz Dolski”, „Bolek”, „Łobaczewski” (ur. 9 maja 1871 w Ocieści, zm. 1 września 1941 w Warszawie) – polski inżynier chemik, doktor filozofii, ekonomista, działacz niepodległościowy, polityczny i społeczny, minister w rządach II Rzeczypospolitej, współtwórca i rektor Wyższej Szkoły Handlowej w Warszawie, senator IV i V kadencji.

## Życiorys
Urodził się 9 maja 1871 w Ocieści k. Radomia, w rodzinie Kazimierza i Eweliny z Kiedrzyńskich.
W 1890 ukończył V Gimnazjum w Warszawie. W 1891 został skazany przez władze carskie na 8 miesięcy więzienia oraz na dwuletni zakaz pobytu na terenie Kongresówki za przynależność do II Proletariatu. W latach 1892–1897 studiował chemię na Politechnice Związkowej w Zurychu, i uzyskał doktorat na uniwersytecie w Zurychu. Od 1895 był studentem Wyższego Instytutu Handlowego w Antwerpii, w 1899 przeniósł się na Politechnikę Lwowską na której uzyskał doktorat i był asystentem na Wydziale Chemicznym. Przebywał krótko w Anglii i Stanach Zjednoczonych. Na emigracji kontynuował współpracę z ruchem socjalistycznym (od 1892 do 1906 członek Polskiej Partii Socjalistycznej). Po powrocie do Królestwa Polskiego został uwięziony, a następnie zesłany do Wołogdy. Pobyt na zesłaniu, w znacznej mierze wypełniły mu własne studia w zakresie nauk społeczno-ekonomicznych. Został uwolniony w konsekwencji amnestii w czasie rewolucji w 1905 r.
W 1907 r. związał się z Prywatnymi Kursami Handlowymi Męskimi Augusta Zielińskiego, jedną z prywatnych szkół polskich, których otwarcie było możliwe po rewolucji 1905. Wykładał tam chemię nieorganiczną, od 1909 brał udział w pracach Komisji Programowej Wyższych Kursów Handlowych im. Augusta Zielińskiego, zaś w 1912 został ich dyrektorem. W oparciu o doświadczenia zebrane podczas pobytu w Europie Zachodniej dążył do szybkiego przekształcenia Kursów w wyższą uczelnię ekonomiczną. W czasie I wojny światowej po rozpoczęciu okupacji Warszawy przez Niemców i akcie 5 listopada (1916) kursy zostały przekształcone w Wyższą Szkołę Handlową, a Bolesław Miklaszewski został jej dyrektorem.
W latach 1906–1918 członek Towarzystwa Kursów Naukowych w Warszawie oraz członek Zarządu TKN (1910-1918). Wykładał technologię chemiczną (1906-1907) w ramach Kursów Politechnicznych na Wydziale Technicznym TKN. Był w 1915 w gronie współorganizatorów Politechniki Warszawskiej.
W 1918 roku był członkiem Zarządu Głównego Towarzystwa Polskiej Macierzy Szkolnej. Po odzyskaniu niepodległości przez Polskę w listopadzie 1918, Bolesław Miklaszewski łącząc kierowanie WSH z obowiązkami urzędnika państwowego w Ministerstwie Oświecenia Publicznego (w tym – od 19 grudnia 1923 do 11 grudnia 1924 – był ministrem tegoż resortu w rządzie Władysława Grabskiego) przyczynił się do nadania WSH pełnych praw akademickich. W 1925, zgodnie z nową ustawą o szkołach wyższych mianowano profesorów i docentów uczelni oraz sformowano senat, który wybrał prof. Bolesława Miklaszewskiego pierwszym rektorem Wyższej Szkoły Handlowej (przekształconej w 1932 w Szkołę Główną Handlową).
Miklaszewski przystąpił do stworzenia nowoczesnej infrastruktury uczelni. Z jego inicjatywy zbudowano istniejący do dziś gmach SGH przy ulicy Rakowieckiej w Warszawie. Rektor kierował jednocześnie Katedrą Chemii i Technologii. W dziedzinie chemii uzyskał liczące się osiągnięcia, m.in. w zakresie metod wytwarzania nawozów fosforowych. Przy osobistym wkładzie Miklaszewskiego uporządkowano kryteria przyznawania tytułu magistra i stopnia doktora nauk ekonomicznych. Funkcję rektora sprawował do 1937 r. W latach 1929–1940 był równolegle dyrektorem administracyjnym Szkoły. W 1937 Bolesław Miklaszewski złożył rezygnację z funkcji rektora. Motywem rezygnacji był stan zdrowia, a ponadto systematyczne ataki ze strony organizacji młodzieżowych obozu narodowego (Obóz Wielkiej Polski, ONR-Falanga) na wieloletniego rektora sprzeciwiającego się nasilającym się w latach 30. wystąpieniom antysemickim na terenie SGH wywoływanym przez te organizacje.
W latach 1935–1939 senator RP z nominacji Prezydenta RP.
Po agresji Niemiec i ZSRR na Polskę we wrześniu 1939 członek Komitetu Obywatelskiego przy dowódcy Armii „Warszawa” (Rady Obrony Stolicy). Po kapitulacji pozostał w okupowanej Warszawie. Uczestniczył w tajnym nauczaniu konspiracyjnej SGH, pod szyldem Miejskiej Szkoły Handlowej. Pochowany na cmentarzu Powązkowskim (kwatera 284a wprost-6-7).
26 października 1935 ożenił się z Karoliną Pobojewską, primo voto Rógową (ur. 14 września 1879 w Saratowie, zm. 18 sierpnia 1945). 3 czerwca 1933 Karolina (wówczas Rogowa z Pobojewskich) została odznaczona Krzyżem Niepodległości. Pierwszym mężem Karoliny był działacz socjalistyczny i niepodległościowy Anastazy Róg (1873–1933). Została pochowana na Starych Powązkach w grobie rodzinnym Rogów.
W 2022 roku z inicjatywy Premiera RP Mateusza Morawieckiego grób Miklaszewskiego został poddany konserwacji. Cały projekt był realizowany przez Fundację Stare Powązki we współpracy z Kancelarią Prezesa Rady Ministrów.

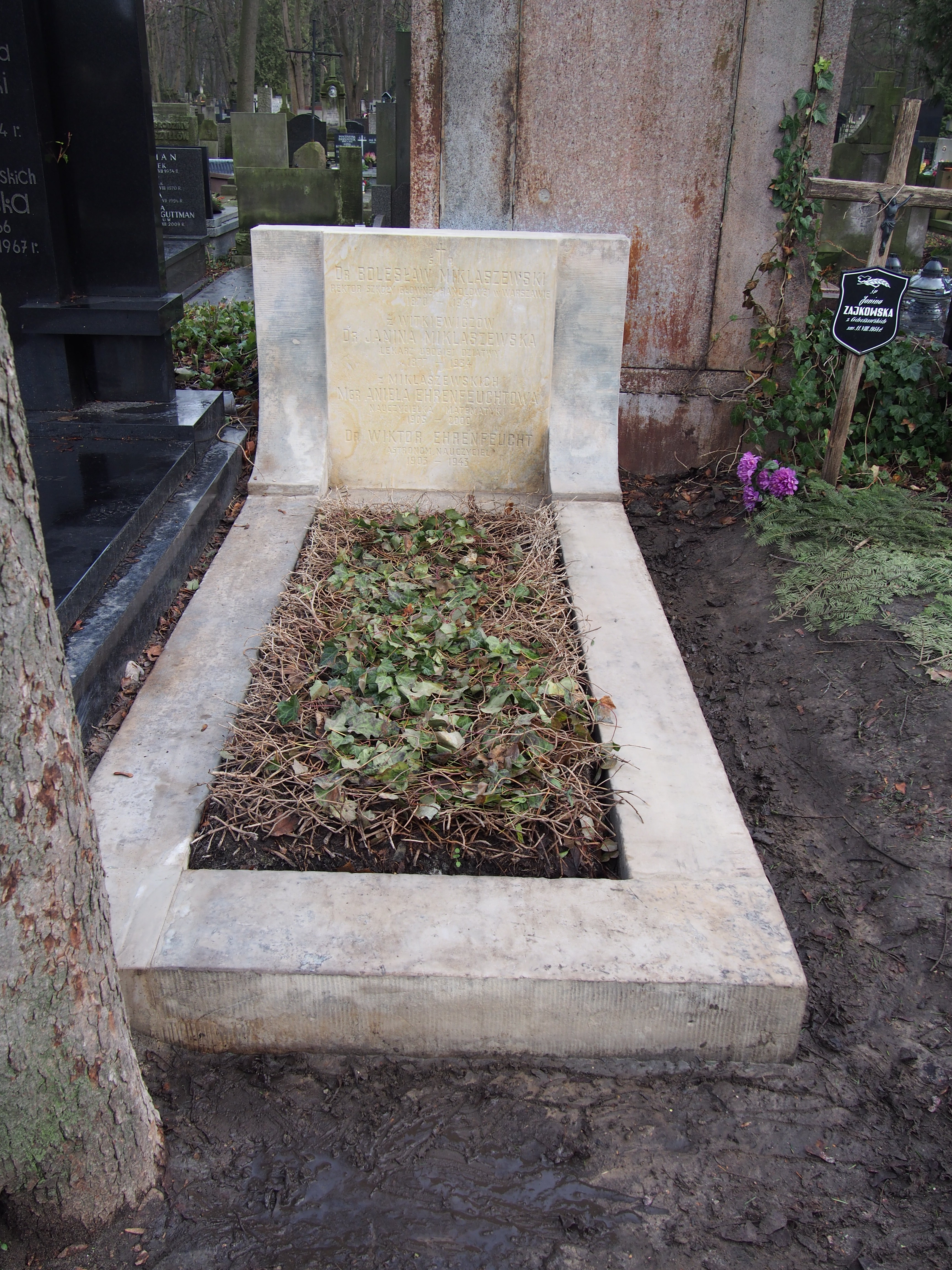
Grób Bolesława Miklaszewskiego po konserwacji

## Ordery i odznaczenia
- Krzyż Komandorski z Gwiazdą Orderu Odrodzenia Polski – 2 maja 1923 „za zasługi, położone na polu organizacji szkolnictwa zawodowego w Rzeczypospolitej Polskiej”[11][12]
- Krzyż Niepodległości – 27 czerwca 1938 „za pracę w dziele odzyskania niepodległości”[13][1]